# Закон за допълнително изменение на Закона за гражданството
Законът за допълнително изменение на Закона за гражданството (на английски: An Act further to amend the Citizenship Act) е закон в Индия, приет на 12 декември 2019 година и изменящ Закона за гражданството от 1955 година.
Основната цел на закона е да създаде облекчен режим за получаване на индийско гражданство на пристигнали в страната до края на 2014 година и подложени на религиозни преследвания представители на религиозните малцинства в Афганистан, Бангладеш и Пакистан – индуисти, сикхи, будисти, джайнисти, парси и християни. Законът е част от предизборната програма на управляващата Партия на индийския народ. Според предварителни оценки от него могат да се възползват пряко около 30 хиляди имигранти, главно индуисти и сикхи.
Законът предизвиква остри критики сред мюсюлманската общност в Индия, която го разглежда като дискриминационен и създаващ прецедент за използване на религиозни критерии в правната уредба на индийското гражданство. Някои критици дори виждат в него възможност за лишаването на гражданство по административен път на мюсюлмани, които са граждани на Индия. Приемането на закона предизвиква масови протести сред мюсюлманите, искащи привилегированият режим за получаване на гражданство да се прилага и към мюсюлманските имигранти. Демонстрации в Алигархския мюсюлмански университет и Националния ислямски университет са разпръснати със сила от полицията с няколко жертви и стотици арестувани. В Асам и други североизточни щати има бурни протести срещу самото въвеждане на облекчена процедура за получаване на гражданство от имигрантите.
Измененията в Закона за гражданството са критикувани като дискриминационни от правителствата на Афганистан и Пакистан, които отхвърлят наличието на религиозна дискриминация в страните си, докато Бангладеш изразява учудване от закона, но го разглежда като вътрешен въпрос. Законът е критикуван и от Службата на Върховния комисар за правата на човека на Организацията на обединените нации, тъй като не включват в обхвата си преследвани мюсюлмански общности. Европейският съюз, Съединените американски щати и Русия разглеждат закона като вътрешен въпрос на Индия.